# Мерджанабад (Тегеран)
Мерджанабад (перс. مرجانآباد‎) — село на севере Ирана, в остане Тегеран. Входит в состав шахрестана Тегеран. Является частью дехестана (сельского округа) Хелазир бахша Афтаб.

## География
Село находится в центральной части остана, к западу от автодороги , на расстоянии приблизительно 9 километров (по прямой) к югу от города Тегеран, административного центра шахрестана. Абсолютная высота — 1022 метра над уровнем моря.

## Население
По данным переписи 2006 года население села составляло 292 человека (149 мужчин и 143 женщины). В Мерджанабаде насчитывалось 74 домохозяйства. Уровень грамотности населения составлял 62,7 %. Уровень грамотности среди мужчин составлял 59,1 %, среди женщин — 66,4 %.
В 2016 году в селе имелось 92 домохозяйства и проживал 292 человека (141 мужчина и 151 женщина).